# Marmosa cendrosa
La marmosa cendrosa (Marmosa demerarae), coneguda localment com a cuíca, és un marsupial sud-americà de la família dels didèlfids. El seu àmbit de distribució inclou Colòmbia, Veneçuela, la Guaiana Francesa, Surinam, el Brasil i l'est del Paraguai.